# Dansk Universitetspædagogisk Tidsskrift
Dansk Universitetspædagogisk Tidsskrift er et dansk videnskabeligt tidsskrift
der "fokuserer på undervisning og læring ved danske videregående uddannelser".
Tidsskriftet blev etableret i 2006 og udgives af Dansk Universitetspædagogisk Netværk.
Artikler udgives på enten dansk eller engelsk og gives hver en Digital Object Identifier (DOI) til identifikation.
Ansvarshavende redaktør er Lotte Dyhrberg O'Neill fra Syddansk Universitet.
Tidsskriftet er inkluderet i Den Bibliometriske Forskningsindikator og er tilgængelig fra den digitale platform tidsskrift.dk.
Indtil år 2020 var der udkommet 29 numre af tidsskriftet.
Hvert nummer har et tema, for eksempel "autentisk læring", "læringsrum" eller "bedømmelse og censur".
Blandt forskere der har udgivet artikler i tidsskriftet er Hanne Leth Andersen
og Michael Bang Petersen.
Blandt artiklerne med flest citeringer er "»Constructive alignment« og risikoen for en forsimplende universitetspædagogik"
og "Hvad findes der af litteratur om vejledning? – Litteratursøgning med fokus på publicerede, evidensbaserede studier".